# Keokuk
Keokuk é uma cidade localizada no estado americano de Iowa, no Condado de Lee.

## Demografia
Segundo o censo americano de 2000, a sua população era de 11.427 habitantes.
Em 2006, foi estimada uma população de 10.687, um decréscimo de 740 (-6.5%).

## Geografia
De acordo com o United States Census Bureau tem uma área de
27,4 km², dos quais 23,7 km² cobertos por terra e 3,7 km² cobertos por água. Keokuk localiza-se a aproximadamente 174 m acima do nível do mar.

## Localidades na vizinhança
O diagrama seguinte representa as localidades num raio de 16 km ao redor de Keokuk.